# ススピロ・デ・リメーニャ

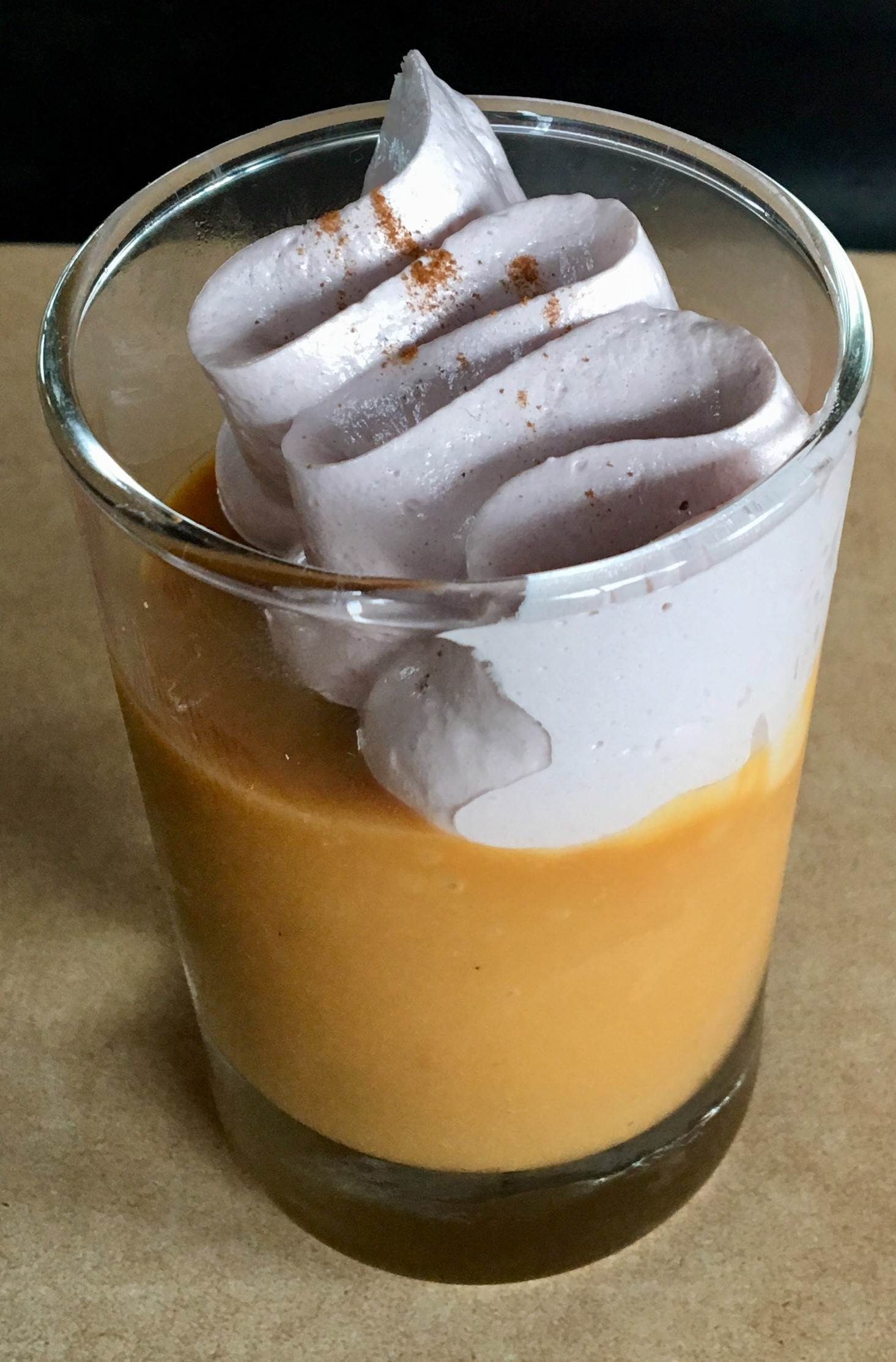
ススピロ・デ・リメーニャの例

ススピロ・デ・リメーニャ（スペイン語: suspiro de limeña）、ススピロ・ア・ラ・リメーニャ（スペイン語: suspiro a la limeña）
は、ペルーの代表的なデザート。
「ススピロ」は「溜息」、「リメーニャ」は「リマ娘」の意味であり、「リマ娘の溜息」の意味となる。
ドゥルセ・デ・レチェの上に、ポートワイン風味のメレンゲを乗せ、シナモンパウダーを振ったデザートで、軽やかさと甘さが特徴である。
妻が作ったこのデザートの風味と食感に喜んだペルーの詩人ホセ・ガルベス・バレネチェアが命名した。
2003年にはパラグアイでデザートを描いた記念切手が発売されているが、ススピロ・デ・リメーニャの切手も発売されている。